# Мотесицки, Мария-Луиза фон
Мария-Луиза фон Мотесицки (англ. Marie-Louise von Motesiczky; 24 октября 1906, Вена, Австрия — 10 июня 1996, Лондон, Великобритания) — британская художница, живописец, портретист, пейзажист австрийского происхождения.

## Биография
Мария-Луиза фон Мотесицки родилась в 1906 году в Вене в аристократической семье.
Её мать Генриетта фон Либен была родом из семьи богатых и образованных еврейских банкиров в династии Габсбургов. У фон Либенов была большая коллекция картин, часть из которой была ими подарена Музею истории искусств Вены.
Её отец Эдмунд фон Мотесицки был виолончелистом-любителем и заядлым охотником.
После его смерти Генриетта с детьми переехала к своим родителям в Хинтербруль (Марии-Луизе было тогда 3 года).
У Марии-Луизы был старший брат Карл (1904 года рождения). он, как и его отец, был виоленчелистом-любителем
Мария-Луиза фон Мотесицки с детства была увлечена живописью и ради неё в 13 лет она бросила школу, что было по её словам большой ошибкой. Обучалась живописи Мария-Луиза в художественной школе в Вене.
В 1920 году Мария-Луиза фон Мотесицки познакомилась с немецким художником с Максом Бекманом, который произвёл на неё сильное и неизгладимое впечатление и как человек, и как художник. Эта встреча стала переворотным событием в жизни Марии-Луизы. Макс Бекман был другом и советчиком Марии-Луизы до конца своей жизни.
Вместе с матерью Мария-Луиза фон Мотесицки много путешествовала по Европе. Во время путешествий посещала художественные классы в Гааге, Франкфурте, Берлине и Париже. Во Франции она училась в частной Академии живописи на Монпарнасе.
В Лондоне Мария-Луиза познакомилась с австрийским художником и писателем чешского происхождения Оскаром Кокошкой (Oskar Kokoschka, 1 марта 1886 года — 22 февраля 1980 года). Он стал другом их семьи.
В 1938 году Мария-Луиза вместе с матерью покинули Австрию сразу после включения страны в состав Германии. Брат Марии-Луизы барон Карл фон Мотесицки отказался покидать Австрию и остался жить в Хинтербрюле. Он был активным участником австрийского Движения Сопротивления, помогал евреям бежать из страны. В 1942 году барон Карл фон Мотесицки по доносу был арестован, заключён в Освенцим, где и был убит в 1943 году.
В 1938 году Мария-Луиза фон Мотесицки вместе со своей матерью из Австрии уехали в Голландию. В 1939 году в Гааге была открыта её первая художественная выставка.
В 1939 году Мария-Луиза фон Мотесицки вместе со своей матерью переехали в Англию . После короткого пребывания в Лондоне они переехали в Амершем.
Здесь она познакомилась с Элиасом Канетти. Он стал для неё близким другом и компаньоном.
В 1943 году Мария-Луиза фон Мотесицки вступила в Международную Ассоциацию художников и стала принимать участие в выставках.
В 1944 году состоялась её первая персональная выставка в Лондоне. Выставка проходила в Чехословацком институте. На этой выставке был и Оскар Кокошка.
В 1948 году Мария-Луиза фон Мотесицки стала британской подданной.
С 1952 по 1960-е годы состоялись 4 персональные выставки художницы — в Гааге, Амстердаме, Мюнхене, Лондоне.
В начале 1960-х годов Мария-Луиза фон Мотесицки приобрела дом на улице Честерфордских садов и жила в нём со своей матерью. Мария-Луиза написала несколько портретов своей матери. Генриетта фон Мотесицки умерла в 1978 году, в возрасте 96 лет. После смерти матери Мария-Луиза фон Мотесицки жила одна.

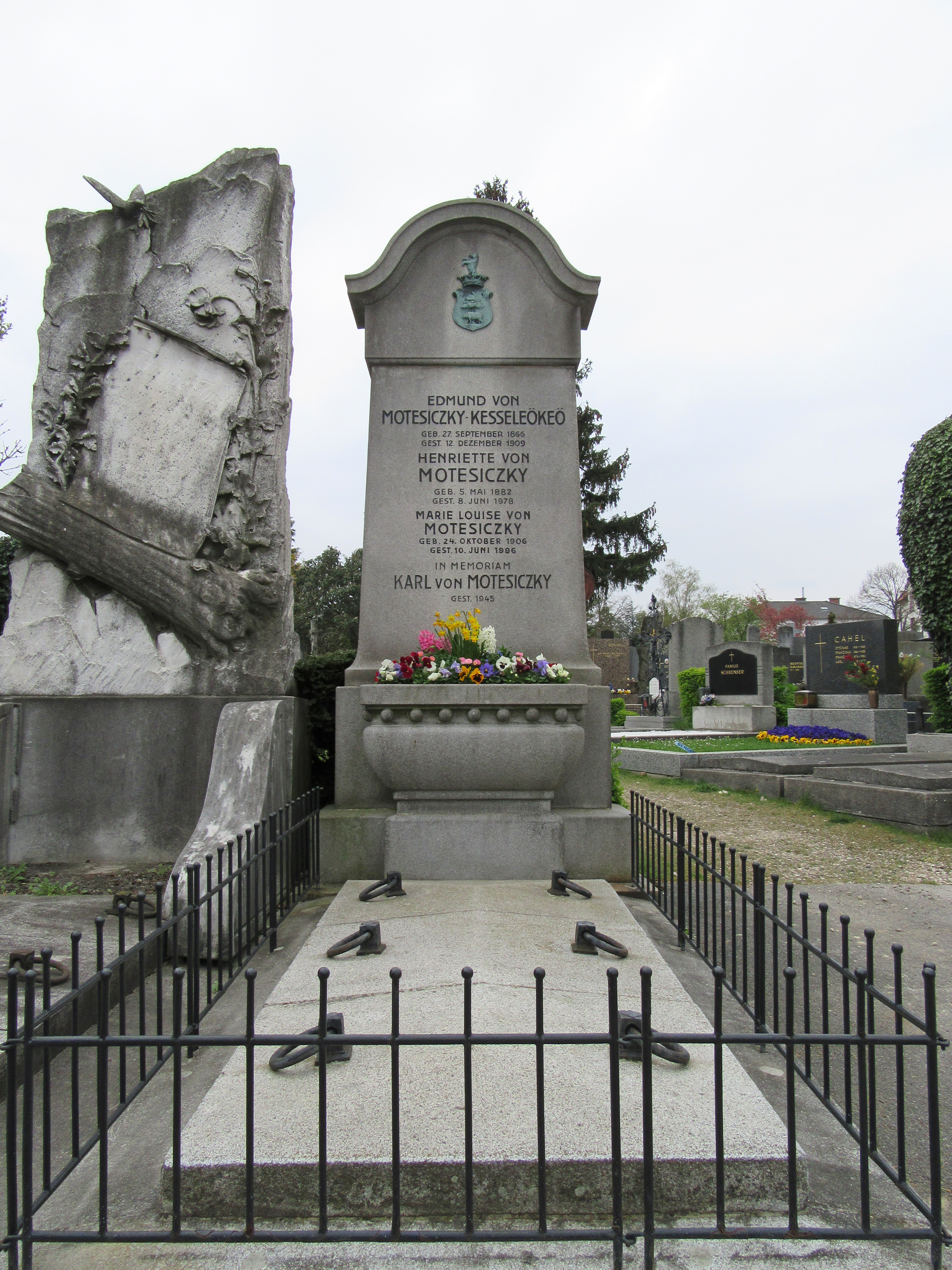
Семейная могила фон Мотесицки, Деблинг, Вена

В 1966 году Венский Сецессион организовал проведение персональной выставки художницы в Вене, Линц, Бремен, Мюнхен. Это было первое признание таланта художницы на её родине.
В Великобритании признание художницы, как одной из значащих в живописи Австрии XX века, пришло в 1985 году на персональной выставке в Лондоне. Критики и пресса назвали Марию-Луизу фон Мотесицки выдающейся австрийской художницей.
В 1994 году была проведена выставка картин в Вене.
Мария-Луиза фон Мотесицки умерла 10 июня 1996 года. Похоронена в семейной могиле на кладбище в Дёблинге в Вене.
В день 100-летия Марии-Луизы фон Мотесицки была проведена передвижная выставка (Тейт Ливерпуль, Музей Гирша Франкфурта, Венский музей, Городская художественная галерея Саутгемптона), а Австрийская радиовещательная корпорация подготовила обширную телевизионную программу.
В 2009 году её именем был назван Motesiczkyweg в Вене — Флоридсдорф (21 округ).

## Творчество
Картины Марии-Луизы фон Мотесицки — это портреты, автопортреты, натюрморты, пейзажи и аллегорические картины. Художница писала много фантазийных и сказочных картин, в которых среди размытых фантазий и реальности, была отражена её собственная судьба.
В своих произведениях Мария-Луиза фон Мотесицки особо выделяла человеческий характер. Историческую и религиозную темы, актуальные в то время, она сменила на драму жизни.
В 1926 году в Париже она написала картину «Парижский рабочий» и свой автопортрет с гребнем.
Мария-Луиза показала публично свои работы в 1933 году в Хагене, а в 1939 году состоялась первая персональная выставка Мотесицки в Амстердаме.
Образ своего брата Карла она воплотила в картинах конца 1940 года: его портрет с подругой и аллегорический натюрморт с яблоками.
Особое место в творчестве художницы занимают автопортреты. Между первым и последним её автопортретами временной интервал в 67 лет. Первый автопортрет был написан в 1926 году: 20-летняя Мария-Луиза изображена сидя, это уверенная в себе молодая девушка, которая в упор смотрит на зрителя. Подчёркнуты фигура и рост. Удлинённые формы указывают на манеру экспрессионизма.
Последний автопортрет написан в 1993 году: стильная и элегантная одежда, шляпка, открывающая лоб, большие тёмные глаза, открытый взгляд. Этот автопортрет очень напоминает первый.
Образ своей матери Марии-Луизы фон Мотесицки воплощяет в картинах, изображающих наступление старости и смерть. На картине «From Night into Day» (Из ночи в день) художница изображает свою мать почти лысой старухой, лежащей на левом боку, но с невероятным достоинством во взгляде. Портреты матери искусствоведы считают одними из самых ярких и правдивых картин, изображающих старость и беспомощность.
Автопортреты и портреты матери стали одними из лучших произведений художницы.
У Марии-Луизы фон Мотесицки не было необходимости продавать свои картины, поэтому большая их часть хранилась у неё, а затем были переданы Благотворительному фонду Марии-Луизы фон Мотесицки.
Большая часть её работ находится в государственных музеях в Великобритании, Ирландии, Австрии, Германии, Голландии, Соединённых Штатах.

### Выставки
- 1939 год — Гаага[2]
- 1944 год — Лондон (Чехословацкий институт)[3]
- 1952 год — Гаага[3], Амстердам[3]
- 1954 год — Мюнхен (Государственная художественная галерея)[3]
- 1960-е годы — Лондон (Галерея изящных искусств)[3]
- 1966 год — Вена, Линц, Бремен, Мюнхен[3]
- 1985 год — Лондон (Институт Гете)[3][7]
- 1994 год — Вена (Галерея Бельведер)[2][3][7]
- 2006 год — Ливерпуль[7]
- 2007 год — Франкфурт, Вена, Пассау, Саутгемптон[7]
- 2010 год — Вена, Нью-Йорк[7]
- 2011 год — Вена[7]
- 2012 год — Лондон, Базель[7]
- 2013 год — Нью-Йорк[7]
- 2014 год — Нью-Йорк[7]
- 2015 год — Вена, Брегенц[7]
- 2016 год — Линц[7]
- 2017 год — Вена, Лондон[7]
- 2018 год — Вена, Роттердам, Лондон, Брюссель, Вена, Лондон[7]
- 2019 год — Лондон, Вена[7]
- 2020 год — Лондон[7]

### Известные автопортреты художницы
- Self-Portrait with Red Hat, 1920-е (Автопортрет в красной шляпе)[3]
- Self-portrait with Comb (1926 г., Бельведер, Вена) (Автопортрет с гребнем)[2][3]
- Self-Portrait in Green (Автопортрет в зелёных тонах)[3]
- Self-Portrait in Blue (Автопортрет в голубых тонах)[3]
- Self-Portrait with Mirror (Автопортрет с зеркалом)[3]
- Self-Portrait in Black (Автопортрет в чёрном цвете)[3]
- Self-Portrait with Palette (Автопортрет с палитрой)[3]
- Self-Portrait in Mirror looking left (Автопортрет в зеркале, смотрящем налево)[3]
- Self-portrait with Pears, 1965 г. (Автопортрет с грушами)[3]
- Self-Portrait with Veil (Автопортрет с вуалью)[3]
- Last self-portrait, 1993 г. (Последний автопортрет)[3]

### Другие известные картины художницы
- Still-Life with yellow roses[8]
- Bowl of pansies[8]
- Portrait of smiling lady[8]
- Indian mother with child[8]
- Still-Life pink roses and brushes)[8]
- Head of girl[8]
- Head of smiling woman[8]
- Edge of a wood[8]
- Mixed flowers in vase cutlery[8]
- Still-Life yellow roses in white bowl[8]
- Lo and Lilly[8]
- Portrait of a young girl in a blue dress[8]
- Orchid and figure[8]
- Two cyclamen in a vase[8]
- Koala[8]
- France, Soldier by Sea[8]
- Haystacks Kornfeld[8]
- Woman in profile[8]
- Waiting at the airport[8]
- Blonde woman[8]
- Still-Life red rose[8]
- Beach and rocks[8]
- Портрет барона Филиппа де Ротшильда (1986, Музей Фицуильяма)[2].
- Парижский рабочий (1926 г.)[2]
- Портрет Элиаса Канетти (1993, Национальная портретная галерея)[2]
- Three Heads[3]
- The Old Song[3]
- From Night into Day[3]
- Арбуз (1954 г.)[9]